# Thun (stacja kolejowa)
Thun – stacja kolejowa w Thun, w kantonie Berno, w Szwajcarii. Znajdują się tu 3 perony.